# Средняя (приток Боганиды)
Средняя — река, протекающая по Таймырскому Долгано-ненецкому району Красноярского края России. Длина реки — 38 км.
Находится на юге полуострова Таймыр. Течёт по равнинной местности. Впадает в реку Боганида (приток Хеты) справа. Крупнейшие притоки — река Узкая, впадающая справа и река Хаялах, впадающая слева.
Бассейн реки граничит с бассейнами рек Хультятымы, Сала, Кыра-Якачан, Курья.